# Fear Falls Burning and Nadja
Fear Falls Burning and Nadja is het eerste muziekalbum van Dirk Serries onder zijn nieuwe artiestennaam FFB. Nadja is Aidan Baker, een gitarist. Het album wordt ingedeeld bij ambient, maar heeft veel weg van een combinatie van industrial en distortion, die gezet zijn in een doombientomgeving. Het album is opgenomen in december 2006 in België en januari 2007 in Toronto.

## Musici
- Dirk Serries (FFB) – geluidseffecten
- Aidan Baker – gitaar, slagwerk
- Leah Buckareff – basgitaar

## Composities
1. (14:25)
2. (14:32)
3. (14:41)
4. (15:43)